# Chok-Dee
Pour plus de détails, voir Fiche technique et Distribution.
Chok-Dee est un film français réalisé par Xavier Durringer et sorti en 2005 d'après le livre de Dida Diafat.

## Synopsis
De combines en petits braquages, Ryan finit par se retrouver en prison, où il fait la rencontre de Jean, un ancien champion de boxe. À son contact, il découvre un des sports les plus violents qui soit, le Muay Thaï, et toutes les valeurs morales qui s'y rattachent.
À sa sortie de prison, il part en Thaïlande. Il découvre là-bas que le camp d'entraînement dont lui a parlé Jean est inaccessible aux étrangers. Son premier combat sera d'abord de se faire accepter dans ce camp, au prix de toutes les humiliations.
Son deuxième combat sera de prouver qu'à force de travail et de volonté, on peut devenir un véritable champion de boxe et un homme…

## Fiche technique
- Titre : Chok dee (Bonne Chance en Thailandais)
- Réalisation : Xavier Durringer
- Scénario : Véra Belmont, Dida Diafat, Xavier Durringer, François Greze et Christophe Mordellet d'après le livre de Dida Diafat
- Production : Narimon Atibaed (exécutif), Véra Belmont
- Directeur de la photographie : Guillaume Schiffman
- Montage : Raphaele Urtin
- Musique : Calbo, Siegfried, Yvan,Feedback
- Décors : Eric Durringer & Arin 'Aoi' Pinijvararak
- Costumes : Edith Vesperini
- Chorégraphie des combats : Pichaijuntin Matorn
- Sociétés de production : Stéphan Films, France 2 Cinéma (coproduction), Canal+ (participation), CinéCinéma (participation)
- Genre : action
- Pays d'origine :  France,  Italie
- Durée : 105 minutes
- Année de réalisation : 2004
- Format du film : 35 mm
- Format image : 1.85 (Couleur)
- Date de sortie : 
  - France : 16 février 2005

## Distribution
- Dida Diafat : Ryan
- Bernard Giraudeau : Jean
- Florence Faivre : Kim
- Lakshan : Coffee
- Sombat Metanee : Wiwat
- Rit Luecha : Mr. Amom
- Jean-Pierre Léonardini : Roger
- Fariza Mimoun : Maima
- Calbo : Manu
- Jean Miez : Le gardien-chef
- Martial Odone : Un gardien
- Laurent Olmedo : Un gardien
- Kimyu Rukyindee : Kimyu
- Prawit Tueyu : Pajo
- Pisek Intrakanchit : Natpong, fils de Wiwat
- Charoenthong Kiatbanchong : Kowang
- Sangtiennoi Sorrungroj : Kaokor
- Sirimongkol Singmanassak : Sombat
- Steven Eng : Garde du corps Wiwat
- Kissada Bunjongkaew : Garde du corps Mr Amom
- Nuapatapee Skindeawgym : Sema
- Wiengchai Sara : Prems Pinsichai
- Somchok Suksrisai : Jaipet, champion Radjadamnoen
- Suthisak Pethong : Sadao, le petit boxeur

## Autour du film
- Chok-Dee est le dernier film dans lequel a joué Bernard Giraudeau.
- « Chok-Dee » signifie « bonne chance » en thaï[1].